# 小谷有里
小谷 有里。（こたに ゆり。2月19日 - ）は、日本の歌手、アイドル、タレント、女優。

## 人物
- 趣味：桃グッズ収集
- 特技：水泳
- 2020年5月現在はNEO歌謡グループ「L.B.バービーズ」のメンバーとして活動中。

## 来歴
高校卒業後に看護学校に入学したが、卒業まであと1年というところで学校を去る。その後エキストラのバイトをしていたが、知り合いのグラビアアイドルにグラビアの事務所を作るので入ってと誘われ芸能界入り。事務所への誘いを受けた1週間後には、自らのイメージDVDの撮影に臨んでいた。 DVD発売を皮切りに、グラビアユニットを組んだり、お笑いに挑戦したり、月に20本以上のライブに出演したり、イベントのMCやネットテレビの仕事をこなすなど多忙な日々を送るようになった。 同時期に秋葉原のメイド喫茶「めいどinじゃぱん」で働き始める。

## 作品

### CD
- ミニアルバム「Sweet Peach Punch」（2008年2月）
- 「Hot Sunlight」（2011年11月）
- 「compas of the heart」（2011年11月）
- 「Hot Sunlight Remake ver.」（2012年6月）

### DVD
- 「小谷有里」（2006年1月、ビーエムドットスリー）
- 「Sweet Peach Princess」（2007年5月、スーパーバッカーズ）
- 「ちょっぴり誘惑♪」（2011年8月、ヴィーナスコミュニケーションズ）
- 「パニック☆ぱにっく」（2012年3月）

### デジタル写真集
- 「小谷有里」
- 「Angelic Yurinko（＊´∀｀）」
- 「メイド服を脱がさないで。」
- 「まじかる★ゅりんこりん」
- 「Mrage」
- 「Sweet Peach planet」（2009年6月）
- 「はっぴぃめいど隊・小谷有里。」
- 「小谷有里。」（ipadコスプレ写真集）
- 「らぶらんじぇり〜」（2011年8月）
- 「Miracle beauty」（2011年11月）
- 「ゅりんコス☆こす」（2011年12月）
- 「ゅりんこ。夢工場」（2012年1月）
- 「Anjel peach」（2012年2月）
- 「compas of the heart」（2012年4月）
- 「EGOIST」（2012年5月）
- 「Splinter of the rose」（2012年6月）
- 「Pastel color」（2012年7月）
- 「Pink melon」（2012年8月）

## 出演

### 舞台
- 101匹萌えタン（2006年7月、アクアス・エンターテインメント）
- グスコーブドリの伝記（2008年3月、スウィープアップユアーズ） - 主演 ブドリ役
- ソバにいてほしい（2008年10月、元氣エンターテインメントシアター） - バンドボーカル アイドル役

### TV
- やりにげコージー
- サバコン
- 汐留スタイル!
- 巨人中毒
- ドランクドラゴンの天才D
- 内村プロデュース
- プラチナチケット
- 『ぷっ』すま
- スカ☆J
- 森田一義アワー 笑っていいとも!
- UNDER CDTV
- 先取りジョニー
- 芸能プロフィール刑事
- ランク王国
- MOTEL 〜欲しがる男女のモテ学〜（関西テレビ）
- 踊る!さんま御殿!!
- スーパーJチャンネル
- はねるのトびら
- さんま岡村の笑う!大宇宙スペシャル!!

その他多数

### ラジオ
- ｢バタフライデー.らぢお」（かつしかFM）

### ネットTV
- ｢buttёrfly.ねっとのコメしてねっと!!｣（ニコニコ生放送）

### 企画DVD
- 月刊よしもと本物流（RandC）

### PV
- THC!!
- スムルース
- scrffy
- o-front
- TKO
- 桑田佳祐
- PENICILLIN
- 若旦那（湘南乃風）

### 映画
- 踊る大捜査線 THE MOVIE 2 レインボーブリッジを封鎖せよ! - ヤンキー 役
- オペレッタ狸御殿 - 看護婦：狸役
- アキハバラ@DEEP

### 配信動画
- 第2回くすぐり選手権バトル編（QBQ）
- アイドル選抜!変顔選手権（QBQ）
- 101匹@モエタン。撮りおろし女子高生ムービー 小谷有里（QBQ）

## イベント・ライブ

### 主催ライブ
- magical eggs（四谷ライブインマジック） - メインMC&ライブ出演
- Sweet Peach Party〜ゅりんこBirthday＋CD発売イベント〜（2008年2月22日、浅草KURAWOOD）
- すぅいーと ふるーつ みっくす☆（2008年12月10日、Naked Loft）
- Sweet Peach Party〜小谷有里。バースデー〜（2009年2月7日、LOFT/PLUS ONE）
- はにぃ☆すまいるプレゼンツ〜とりぁえず暴れちゃゎないと（@’▽’@）★〜（2009年6月27日、L@N赤坂）
- Sweet Peach Party♥〜小谷有里。はぴばすでーい☆猫猫猫猫犬☆ゎしょーぃ（´∀｀*）〜（2010年2月21日、L@N赤坂）

その他多数

### ライブ
- 飴系でGO!(クロス吉祥寺）
- からくりかまきりぃ（新宿アートプレイス）
- 宝島城ライブ（秋葉原ドンキホーテ5F）
- 苺祭り（原宿RUIDO、四谷LiM）
- HEP CATS'GROOVEvol.8  極楽異種音楽夜遊祭「基本はrock'n'roll」（CLUB CITTA'）
- Laugh&Beat（新宿clubDoctor）

その他、CLUB CITTA'、浅草KURAWOOD、LOFT PLUS ONE、L@N赤坂、赤坂MOVE　など多数で公演

### その他イベント
- トークイベント『日本オタク大賞2008』（2009年1月8日、LOFT/PLUS ONE） - アシスタント出演[3]
- ラブカップル トークライブ『ピンクな感じ』（2009年1月11日、LOFT/PLUS ONE） - ゲスト出演

## ユニット
- she（ゅりんこ。・まかべまお・柏木椎名）
- she第２期（ゅりんこ。・ゆい（高田結衣）・りりあ（竹田梨々愛）・ゆうきうさぎ）
- はにぃ☆すまいる（小谷有里。・えいごろ（広沢栄子））
- Fツインズ→お香マヨネーズ→まじかる☆にゅーたっち（小谷有里。・白濱千鶴）
- まじかる☆すぃっち（小谷有里。・大久陽子）
- Y2☆プラねっと（小谷有里。・小橋ゆい）
- ゅりポケ(1日限定ユニット)
- にゃんにゃん☆れぼりゅーしょん（ゅりんこ。・えいごろ・まおまお（まかべまお））
- 谷橋☆ごろう（小谷有里。・小橋ゆい・えいごろう）
- Merci〜メルシー〜（小谷有里。・滝川りみ・未都・内藤美希）
- buttёrfly.ねっと（小谷有里。・碧波彩）
- ランシス（小谷有里。・野崎夏帆）
- エリーユ（小谷有里。・麦酒里栄）
- L.B.バービーズ（小谷有里。・麦酒里栄・朝比奈すずか・喜多川ありさ）

## モバイル
- モバイルGyao「渋谷で学ぶ英単語教室」
- ひとり暮らし願望
- 小谷有里 - お姉さんセクシーCLUB（EscortsClub）-
- i-Phone 着信ムービー
- ドコモ,au,softbank 着声
- エキゾチカ『コスプレ天国』 待受け画像
- ぴゅあアイドルうたゲッチュー 着声

その他多数

## 雑誌
- フライデー（講談社）
- プレイバック
- 電脳街の黒幕（宙出版）
- 週刊SPA!（扶桑社）
- BX（メディアクライス）
- バンデッズ
- @BACABON（ダイアプレス）
- 特冊新鮮組DX（竹書房）
- .net実話アングラーEX（晋遊舎）
- クリーム（ワイレア出版）
- FLASH（光文社）
- 週刊アスキー

その他多数

## その他
- デジドル（19期）
- めいどinじゃぱん（2005年11月 - 2007年9月）[4]
- FANFANガール（2006年）[5]
- 大宮けいりんガール[6]
- エムスポガールズ
- あきば踏みっ娘学園イメージガール（2008年10月 - ）
- 天使と悪魔のcafe&bar pray